# Limnodriloides vermithecatus
Limnodriloides vermithecatus är en ringmaskart som beskrevs av Erséus 1997. Limnodriloides vermithecatus ingår i släktet Limnodriloides och familjen glattmaskar. Inga underarter finns listade i Catalogue of Life.